# Utah Jazz 2013-2014
La stagione 2013-14 degli Utah Jazz fu la 40ª nella NBA per la franchigia.
Gli Utah Jazz arrivarono quinti nella Northwest Division della Western Conference con un record di 25-57, non qualificandosi per i play-off.

## Roster
| N° | Naz.                   | Ruolo | Sportivo          | Anno | Alt. | Peso \|\| |
| -- | ---------------------- | ----- | ----------------- | ---- | ---- | --------- |
| 0  | Turchia (bandiera)     | A     | Enes Kanter       | 1992 | 211  | 119       |
| 2  | Stati Uniti (bandiera) | A     | Marvin Williams   | 1986 | 206  | 104       |
| 3  | Stati Uniti (bandiera) | G     | Trey Burke        | 1992 | 183  | 86        |
| 5  | Stati Uniti (bandiera) | G     | John Lucas        | 1982 | 180  | 75        |
| 6  | Stati Uniti (bandiera) | G     | Jamaal Tinsley    | 1978 | 191  | 88        |
| 8  | Stati Uniti (bandiera) | G     | Diante Garrett    | 1988 | 193  | 86        |
| 10 | Stati Uniti (bandiera) | G     | Alec Burks        | 1991 | 198  | 88        |
| 11 | Lettonia (bandiera)    | C     | Andris Biedriņš   | 1986 | 211  | 109       |
| 15 | Stati Uniti (bandiera) | A     | Derrick Favors    | 1991 | 208  | 112       |
| 20 | Stati Uniti (bandiera) | A     | Gordon Hayward    | 1990 | 203  | 94        |
| 21 | Stati Uniti (bandiera) | G     | Ian Clark         | 1991 | 191  | 79        |
| 22 | Stati Uniti (bandiera) | A     | Malcolm Thomas    | 1988 | 206  | 102       |
| 24 | Stati Uniti (bandiera) | A     | Richard Jefferson | 1980 | 201  | 101       |
| 25 | Stati Uniti (bandiera) | G     | Brandon Rush      | 1985 | 198  | 95        |
| 27 | Francia (bandiera)     | C     | Rudy Gobert       | 1992 | 216  | 100       |
| 33 | Stati Uniti (bandiera) | A     | Mike Harris       | 1983 | 198  | 109       |
| 40 | Stati Uniti (bandiera) | A     | Jeremy Evans      | 1987 | 206  | 89        |

## Staff tecnico
- Allenatore: Tyrone Corbin
- Vice-allenatori: Sidney Lowe, Mike Sanders, Brad Jones
- Vice-allenatori per lo sviluppo dei giocatori: Mark McKown, Alex Jensen
- Preparatore fisico: Isaiah Wright
- Preparatore atletico: Gary Briggs
- Assistente preparatore: Brian Zettler